# Berényi Sándor (egyetemi tanár)
Berényi Sándor (Nagyszekeres (Szatmár vármegye), 1930. május 31. – Budapest,  2013. július 31.) magyar jogász, egyetemi tanár. Több mint hatvan évig tanított az ELTE Állam- és Jogtudományi Karán, ahol majdnem 30 éven át az Államigazgatási Jogi Tanszék vezetője volt.

## Kutatási területe
Államjoggal, államigazgatási joggal és a közigazgatás területi és kistérségi sajátosságaival foglalkozott. Tanulmányozta a magyar közigazgatási rendszer kodifikációjával kapcsolatos kérdések lehetséges megoldásait. 

## Életpályája
Középiskolai tanulmányait Hajdúböszörményben, Szatmárnémetiben és Mátészalkán végezte. Népi kollégistaként  1950 és 1951 között az ELTE ÁJTK Marxizmus-Leninizmus Tanszék gyakornoka, 1951 és 1952 között pedig az Államigazgatási Tanszék gyakornoka volt. 1952-ben szerzett állam- és jogtudományi doktori oklevelet. Az ELTE Állam- és Jogtudományi Karán kezdett dolgozni: 1952 és 1955 között tanársegéd, 1955 és 1960 között egyetemi adjunktus, 1960 és 1968 között  egyetemi docens volt. 1968. július 1-jén kapott egyetemi tanári kinevezést. Tanszékvezetői teendőket 1988-ig látott el. 

## Emlékezete
Sírja Budapesten, a Farkasréti temetőben található. 

## Tagságai
- Az MTA Demográfiai, Szervezéstudományi Bizottsága, Közigazgatás-tudományi Bizottsága tagja (1970-től),
- Az MTA Településtudományi Bizottsága tagja (1975-től)
- A Fővárosi Választási Bizottság elnöke (1990).

## Díjai, elismerései
- az állam- és jogtudományok kandidátusa (1961),
- az állam- és jogtudományok doktora (1991).
- emeritus professzor (2000)
- Magyar Köztársasági Érdemrend tisztikeresztje (polgári tagozat) (2005)

## Főbb művei
Publikációinak jegyzéke: https://docplayer.hu/43290702-Dr-berenyi-sandor-professor-emeritus-mta-doktora-valogatott-publikacios-jegyzek.html
- Tanácstagok kézikönyve (társszerző) , Hazafias Népfront és a Közalkalmazottak Szakszervezete, Budapest, 1967
- Magyar államigazgatási jog Általános rész (társszerző), Tankönyvkiadó Vállalat, Budapest, 1978